# Munshausen
Munshausen (luxembourgsk: Munzen) var tidligere en kommune og et byområde i Luxembourg. Kommunen, som har et areal på 25,57 km², ligger i kantonen Clervaux i distriktet Diekirch. I 2005 havde kommunen 887 indbyggere. 

## Galleri
- Munshausen Kirke

50°02′00″N 6°02′15″Ø / 50.0333°N 6.0375°Ø